# Streptopetalum
Streptopetalum je rod jednogodišnjeg raslinja i trajnica iz porodice Passifloraceae, potporodica Turneroideae. Postoji šest vrsta, sve su iz Afrike.
Vrste u ovom rodu su:
- Streptopetalum arenarium Thulin
- Streptopetalum graminifolium Urb.
- Streptopetalum hildebrandtii Urb.
- Streptopetalum luteoglandulosum R.Fern.
- Streptopetalum serratum Hochst.
- Streptopetalum wittei Staner

## Vanjske poveznice
- USDA PLANTS Profile